# モコと歪んだ殺人鬼ども
『モコと歪んだ殺人鬼ども』（モコとゆがんださつじんきども）は、反転邪郎による日本の漫画。『コミックフラッパー』（メディアファクトリー）において、2012年11月号から2014年12月号まで連載された。
タイトルにある通り、登場する犯人はほぼ「歪んだ殺人鬼」となっており、私怨・私欲による殺人とは一線を画した理解不能な狂気のもとに犯行が行われる。

## あらすじ
殺人事件の捜査会議に出席していた新人刑事の灰島柩は、会議室内ではしゃぐ場違いな“少女”の存在に気づくが、そのために警視庁の地下3階にある「特異犯罪捜査支援室」に異動させられてしまう。釈然としない灰島が目にしたのは、子供部屋のような室内に住む少女、泡沫モコだった。

## 登場人物

### 主要人物
泡沫 モコ（うたかた モコ）
巡査部長。実年齢は22歳だが、見た目と無邪気な言動は少女そのもの。それゆえに小学生と間違われることがあり、そういった場合は落ち込む描写がある。
生まれつき精神・肉体両方に高い能力を持つ「ハイギフテッド」の持ち主であり、この能力を発揮して事件を解決する。普段は支援室内に犬のペロと住んでいる。嫌いな物は野菜とオバケ。「イチロー」、「ジロー」、「ジョナサン」と名付けられたクマの人形を持ち歩いている。
10年前、「パパ」こと黒川の下におり、そこで様々な教育を受けていた。詳細は不明だが、「隠れ鬼」と称して黒川を追跡している。
灰島 柩（はいじま ひつぎ）
巡査部長。22歳。モコには「ひーくん」と呼ばれる。
捜査第一課殺人犯捜査係に所属していたが、モコと出会ってしまったため特異犯罪捜査支援室に異動させられ、特殊な事件捜査とモコの身の回りの世話を担当することになった。当初はモコの言動に辟易していたが、彼女の能力を目の当たりにし、モコのことを一応は認めるようになる。
望月 千代（もちづき ちよ）
警視庁公安総務課所属。モコの監視員。支援室への事件の持ち込みと報告を受け持っている。
黒川 幺郎（くろかわ ようろう）
モコがパパと呼ぶ人物で、「トカゲのしっぽ」という犯罪者集団を率いる人心操縦者（マニピュレーター）。目元に影が差し、常に胡散臭い笑顔を浮かべている。
才能ある子供たちを己の愉悦のためだけに殺人鬼へと育て上げ、遊び感覚で猟奇的な殺人を行わせている。自身も人を殺すことに躊躇せず、メンバーである子供さえも容赦なく貶めるという生粋の狂人。謎の人脈を持ち、警察内部にも息のかかったものがいる。

## 書誌情報
- 反転邪郎 『モコと歪んだ殺人鬼ども』 メディアファクトリー 〈MFコミックス フラッパーシリーズ〉、全5巻
  1. 2013年4月30日初版発行（2013年4月23日発売）、ISBN 978-4-8401-5051-4
  2. 2013年7月31日初版発行（2013年7月23日発売）、ISBN 978-4-8401-5088-0
  3. 2014年1月31日初版発行（2014年1月23日発売）、ISBN 978-4-04-066253-4
  4. 2014年6月30日初版発行（2014年6月23日発売）、ISBN 978-4-04-066589-4
  5. 2014年12月31日初版発行（2014年12月22日発売）、ISBN 978-4-04-067225-0